# Tomás Munzer
Tomás Munzer är en ort i Mexiko.   Den ligger i kommunen Ocosingo och delstaten Chiapas, i den sydöstra delen av landet, 800 km öster om huvudstaden Mexico City. Tomás Munzer ligger 1 217 meter över havet och antalet invånare är 498.
Terrängen runt Tomás Munzer är lite bergig. Runt Tomás Munzer är det ganska tätbefolkat, med 75 invånare per kvadratkilometer. Närmaste större samhälle är Ocosingo, 14,5 km norr om Tomás Munzer. I omgivningarna runt Tomás Munzer växer i huvudsak städsegrön lövskog.